# Experiment s prizmatickými brýlemi
Experiment s prizmatickými brýlemi dokazuje adaptivní funkci vnímání.
Rakouští psychologové Th. Erismann (1948) a I. Kholer (1956) provedli experiment, kdy má pokusná osoba nepřetržitě nasazené prizmatické brýle, které otáčí obraz vzhůru nohama (o 180°). Poté, co si pokusná osoba brýle nasadí, je jí prakticky znemožněna jakákoliv činnost, protože nedokáže pracovat s obráceným obrazem světa. Po týdenním aktivním užívání brýlí začne postupně vnímat normálně, což jí dovoluje návrat k běžným činnostem. Tato korekce je podmíněná aktivním pohybem po prostředí s nasazenými brýlemi. V klidu (bez stimulace) se korekce vidění nedostaví. Tento experiment dokazuje adaptivní funkce vnímání, na základě zkušenosti (paměti) a aktivní proces řízení vnímání mozkem.